# Hóm jašt
Hóm jašt „uctívání Haomy“ je zarathuštrický hymnus na posvátný nápoj haoma a stejnojmenné božstvo tohoto nápoje. Je součástí Avesty, přes svůj název však nepatří do části zvané jašty  ale do části zvané Jasna a tvoří její kapitoly 9 až 11.
Hóm jašt představuje významný ohlas starší indoíránské mytologie. Odkazuje na starobylý opojného haomu/sómu, jež byl v gáthách, nejstarším zarathuštrickém textu ostře odsouzen. Zároveň jako první zmiňuje řadu postav, které mají své protějšky ve védské mytologii, například Vívahvant-Vivasván, Jima-Jama nebo Thraétaona-Trita Áptja, přičemž dva poslední jmenování jsou také významnými postavami mnohem pozdější Firdausího Knihy králů.

## Obsah
Jasna 9 vypráví o tom jak se Zarathuštra, rozdělávající oheň a recitující gáthy, setkal s Haomou, jež je titulován jako dúraoša, snad „smrt odvracející“, jej nabádal aby jej lisoval k požívání a chválil. Poté se Zarathuštra Haomy zeptal na první z lidí jež lisovali haomu a ten mu uvede následující jména, jež jsou následována sérií vzývání a popisů blahodárných účinků haomy:
- Vívahvant, otec Jimy
- Áthvja, otec Thraétaony
- Thrita, otec Urváchašaji a Keresáspy
- Pourušáspa, otec Zarathuštry

Jasna 10 se zaobírá haomou především jako rostlinou a z ní lisovanou šťávou. Taktéž zmiňuje že haoma byla vytvořen a uložen na hoře Hará „dovedným bohem“, nejspíše protějškem védského Tvaštara, a že je roznášen po světě ptáky. Jašt končí vzývání Zarathuštrovy aši a fravašiů.
Jasna 11 počíná vyčtem kleteb kterými stihne Skot, Kůň a Haoma ty jež s nimi nezachází správným způsobem. Poté pokračuje výčtem částí těl jež Haomy náleží při oběti a končí sérií citací z gáth.